# Dawca pamięci
Dawca pamięci (ang. The Giver) – amerykański film z gatunku dramat, fantastyka socjologiczna, wyreżyserowany przez Phillipa Noyce’a na podstawie powieści Lois Lowry z 1993 roku zatytułowanej „Dawca”. W Stanach Zjednoczonych film miał premierę 15 sierpnia 2014 roku.

## Produkcja

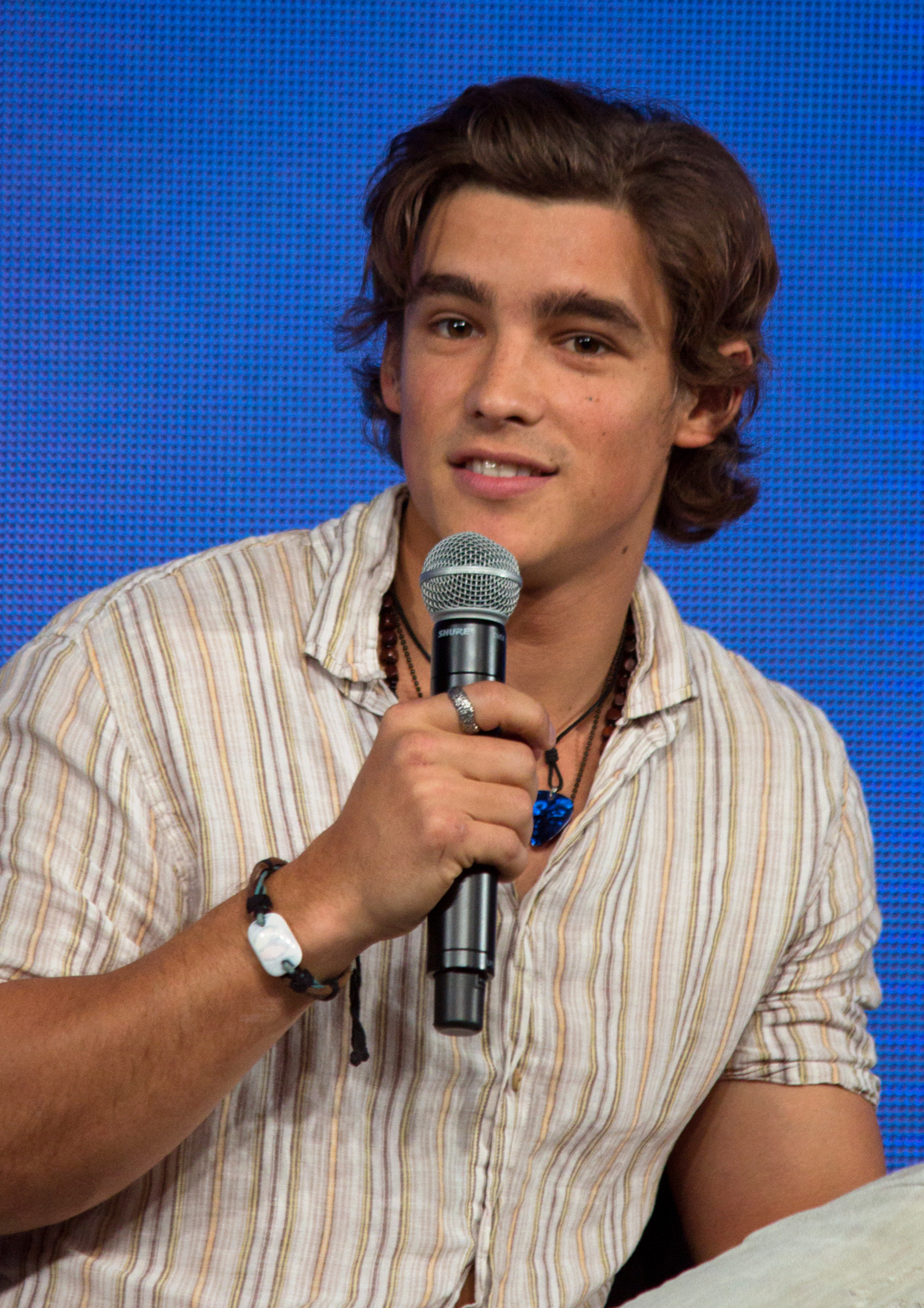
Brenton Thwaites, który wciela się w rolę Jonasa

Jeff Bridges w 2007 zakupił prawa do kinowej ekranizacji Dawcy pamięci. Aktor pierwotnie chciał umieścić w roli tytułowego bohatera swojego nieżyjącego już ojca, Lloyda Bridgesa. Zdjęcia do filmu ruszyły 7 października 2013 roku Kapsztadzie i Johannesburgu. Kilka scen z udziałem Meryl Streep było kręconych w Anglii. Film został zakończony 13 lutego 2014 w Utah.

## Obsada
- Brenton Thwaites jako Jonas
- Odeya Rush jako Fiona
- Jeff Bridges jako Dawca
- Meryl Streep jako przewodnicząca Rady Starszych
- Alexander Skarsgård jako ojciec Jonasa
- Katie Holmes jako matka Jonasa
- Cameron Monaghan jako Asher
- Taylor Swift jako Rosemary
- Emma Tremblay jako Lilly

## Muzyka
Muzykę do filmu skomponował Marco Beltrami. W filmie został wykorzystany utwór grupy OneRepublic „Ordinary Human” stworzony specjalnie na potrzeby filmu. Ścieżka dźwiękowa do filmu zatytułowana The Giver: Music Collection została wydana przez wytwórnię Interscope Records 5 sierpnia 2014 roku.